# Galicea Mare
Galicea Mare est une commune roumaine située dans le județ de Dolj.